# یان وارده
یان وارده (انگلیسی: Jan Vreede; ۱۹ ژانویهٔ ۱۹۰۰ – ۱۷ فوریهٔ ۱۹۸۹) قایقران، و قایقران قایق بادبانی اهل پادشاهی هلند بود.